# Jaszcze (potok)
Jaszcze – potok będący dopływem rzeki Ochotnica. Jest ciekiem 4 rzędu i ma długość 7,126 km. Cały jego bieg znajduje się w obrębie miejscowości Ochotnica Górna w województwie małopolskim, w powiecie nowotarskim, w gminie Ochotnica Dolna. Powstaje z połączenia dwóch potoków: Duże Jaszcze i Małe Jaszcze. Obydwa mają źródła na południowych stokach pasma Gorca w Gorcach, na odcinku od Jaworzyny Kamienickiej po polanę Przysłop Dolny. Oddziela je południowy grzbiet Przysłopu. Duże Jaszcze ma źródła na wysokości 1150 m pod przełęczą Pańska Przehybka, skąd spływa we wschodnim kierunku. Małe Jaszcze ma źródła na wysokości 1075 m pod wschodnim, niższym wierzchołkiem Przysłopu. Spływa w południowym kierunku. Obydwa potoki łączą się z sobą na przysiółku Jaszcze Małe tworząc potok Jaszcze. Spływa on głęboka doliną w południowo-wschodnim kierunku przez przysiółki Jaszcze Duże i Jaszcze i uchodzi do Ochotnicy jako jej lewy dopływ na wysokości 621 m.
Doliną potoku Jaszcze prowadzi wąska asfaltowa szosa i tuż nad samym potokiem rozłożone są zabudowania przysiółków Jaszcze, Jaszcze Duże i Jaszcze Małe. Wzdłuż środkowego i górnego biegu potoku prowadzi ścieżka eukacyjna „Na Pańską Przehybkę” do miejsca katastrofy amerykańskiego bombowca „Liberator”, który w czasie II wojny światowej rozbił się pod przełęczą Pańska Przehybka.
W dolinie potoku Jaszcze stwierdzono występowanie rzadkiego w Polsce ostrożnia dwubarwnego oraz rzadkiej w Karpatach turzycy dwupiennej.

## Szlaki turystyki pieszej
ścieżka edukacyjna „Dolina Potoku Jaszcze”: Jaszcze Duże (parking) – Jaszcze Małe – Łonna – Pańska Przehybka – Tomaśkula – Magurki – Kurnytowa Polana – Jaszcze Duże